# Новосёлово (Сахалинская область)
Новосёлово — село в Томаринском городском округе Сахалинской области России.

## География
Село находится на берегу Татарского пролива, в устье реки Новосёлка, на расстоянии 14 км к юго-западу от города Томари, административного центра округа.

## История
Основано в 1870 году как военный пост Отехкоровский для охраны от японцев залежей каменного угля в устье реки Отехкоро. До 1945 года принадлежало японскому губернаторству Карафуто и называлось Отэ (яп. 追手). После передачи Южного Сахалина СССР село переименовано в Новосёлово.

## Население
| 1925 | 1935  | 2002 | 2010 | 2013 | 2021 |
| ---- | ----- | ---- | ---- | ---- | ---- |
| 1852 | ↘1608 | ↘118 | ↘47  | ↗49  | ↘40  |

### Половой состав
Согласно результатам переписи 2002 года, в селе проживало 118 человек (61 мужчина и 57 женщин).

### Национальный состав
Согласно результатам переписи 2002 года, в национальной структуре населения русские составляли 89 % из 118 чел.

## Улицы
- ул. Вокзальная,
- ул. Лесная,
- ул. Набережная.

## Транспорт
В селе расположена станция Новосёлово-Сахалинское Сахалинского региона Дальневосточной железной дороги.